# Mieczysław Brykczyński
Mieczysław Brykczyński herbu Gwiaździcz (ur. 1865, zm. 1913 we Lwowie) – ziemianin, działacz gospodarczy i społeczny.

## Życiorys
Urodził się w rodzinie ziemiańskiej, syn Stanisława (1841-1912) i Idy ze Światopełk-Czetwertyńskich (1840-1867). 
Początkowo pracował jako urzędnik w C. K. Namiestnictwie we Lwowie. Potem zajął się gospodarowaniem na roli. Ziemianin, właściciel dóbr Gwoździec, Pacyków, Zagwoźdź w powiecie stanisławowskim.
Detaksator (1902-1913) i prezes Wydziału w Stanisławowie (1902-1913) i delegat na Walne Zgromadzenie (1904-1913) Galicyjskiego Towarzystwa Kredytowego Ziemskiego. Członek (1894-1913) i działacz Galicyjskiego Towarzystwa Gospodarskiego, prezes oddziału stanisławowsko-bohorodczańskiego (1906-1913). Członek Komitetu GTG (13 czerwca 1912 – 28 czerwca 1913). Prezes zarządu powiatowego w Stanisławowie Towarzystwa Kółek Rolniczych we Lwowie (1905-1908). Członek rady nadzorczej Banku Melioracyjnego we Lwowie (1908-1912).
Członek Rady Powiatu (1902-1912) i prezes (marszałek) Wydziału Powiatowego (1902) w Stanisławowie
Ożenił się w 1898 z Olgą z Jabłonowskich (1871-1929), z którą miał trójkę dzieci: syna Benedykta (1895-1970) i dwie córki Wandę (1896-1943) i Marię (1900-1995).
W sierpniu 1913 popełnił samobójstwo w hotelu „Imperial” we Lwowie, strzelając do siebie z broni palnej.